# Noli me tangere

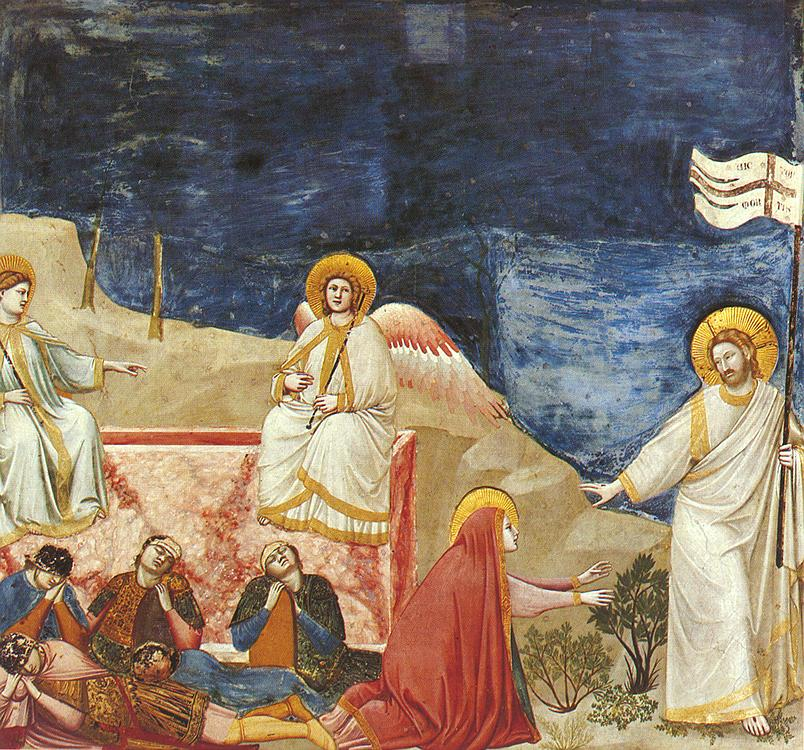
Noli me tangere, di Giotto

Noli me tàngere (in latino "non mi toccare") è il nome con cui è noto l'episodio biblico dell'apparizione di Gesù risorto a Maria Maddalena, narrato nel vangelo di Giovanni, versetti 20,11-18.

## Racconto biblico

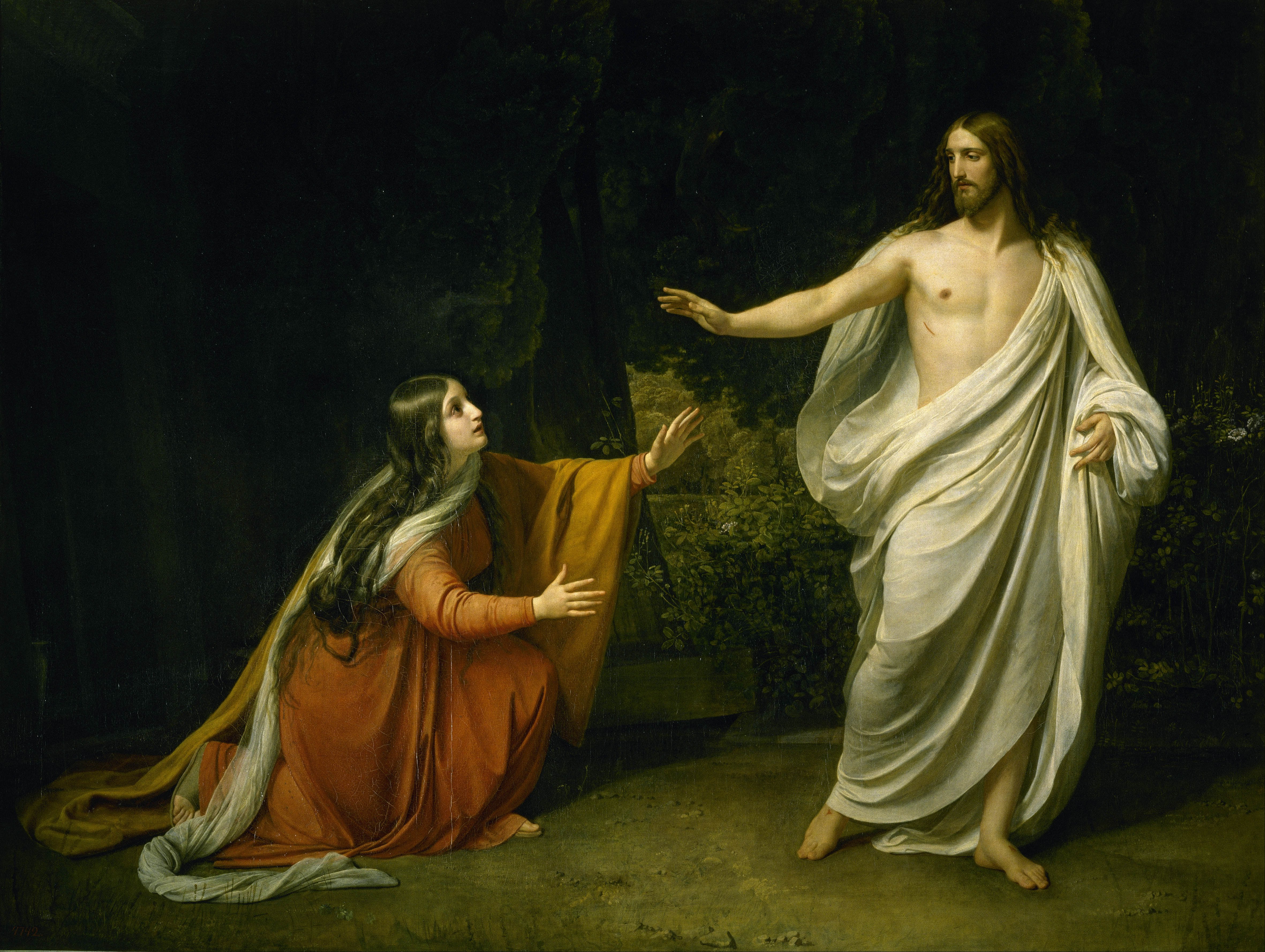
L'apparizione di Cristo a Maria Maddalena dopo la Resurrezione, di Aleksandr Ivanov

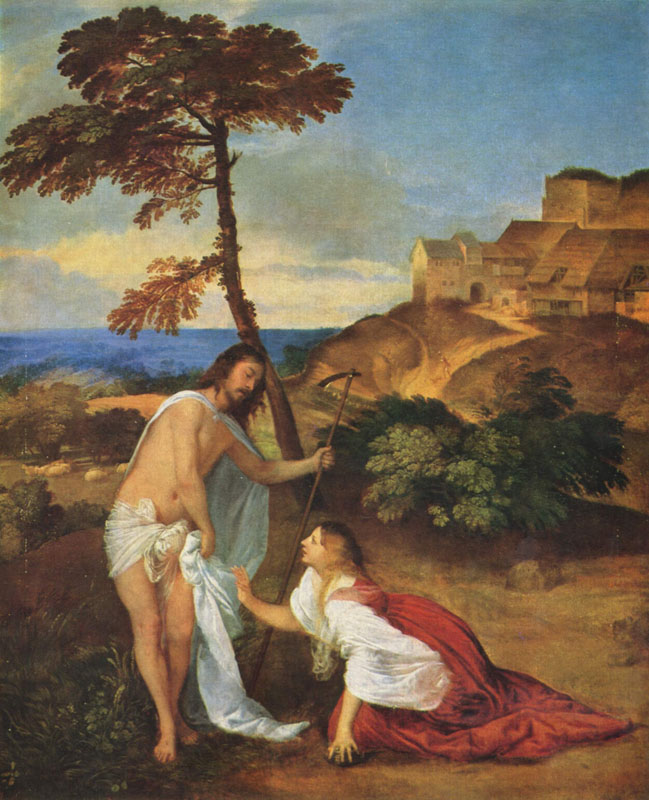
Noli me tangere, di Tiziano

L'episodio biblico ha luogo la mattina della domenica successiva alla morte di Gesù; Maria Maddalena, recatasi al sepolcro e trovandolo aperto, corre ad avvertire i discepoli per poi rimanere in disparte nel giardino, piangendo. Dopo che i discepoli se ne sono tornati a casa, Maria Maddalena si avvicina al sepolcro e vede due angeli che le domandano perché pianga. Voltatasi dopo aver risposto agli angeli, Maria Maddalena vede Gesù in piedi, però non lo riconosce. Credendo che si tratti del custode del giardino, Maria Maddalena gli chiede informazioni su cosa ne fosse stato del corpo di Cristo; questi le risponde chiamandola soltanto per nome, e finalmente la donna lo riconosce. È a questo punto che Cristo pronuncia la celebre frase, intimando a Maria Maddalena di "non trattenerlo", e piuttosto di andare ad avvertire i discepoli della sua avvenuta resurrezione.

### Traduzione e significato della frase
La locuzione noli me tangere, che appare per la precisione al versetto 20,17 del vangelo di Giovanni, è contenuta in questa forma nella traduzione della Vulgata, che recita "Noli me tangere, nondum enim ascendi ad Patrem meum": il senso è stato interpretato come un invito, da parte di Gesù a Maria Maddalena, a non voler controllare se egli, dopo la resurrezione, avesse un corpo in carne e ossa, cosa che non sarebbe stata possibile poiché doveva ancora "salire al Padre".
Questa traduzione ha comunque destato qualche perplessità tra gli esegeti, e le versioni moderne della Bibbia, invece di "non mi toccare", traducono "non mi trattenere", un'espressione probabilmente più aderente all'originale greco del Vangelo, dove è riportata come Μή μου ἅπτου (mê mou haptou); in questo caso il senso che assume la frase è quello di non fare perdere tempo, perché Gesù sente l'urgenza di ricongiungersi al Padre.

## Iconografia
L'episodio biblico del noli me tangere fu un tema ricorrente dell'iconografia dal tardo Medioevo al Rinascimento e ispirò diversi pittori, da Duccio di Buoninsegna a Paolo Veronese a Giovanni Antonio de' Sacchis in Italia, da Hans Memling a Hans Holbein il Giovane in area fiamminga e tedesca. 
Gesù spesso è raffigurato mentre tiene una vanga; questa iconografia vuole rappresentare l'errore di Maria Maddalena che, nel racconto biblico, non riconosce immediatamente Gesù, scambiandolo inizialmente per il "custode del giardino" o il "giardiniere".